# Историјат антисемитизма
Израз из 19. века који је постао ознака за опште предрасуде према Јеврејима. Понекад се прави разлика између антијудаизма (општих антијеврејских предрасуда) и антисемитизма (предрасуда заснованих на расној припадности), први пут разрађена у 19. веку.

### Стари свет
У Старом свету срећу се многа испољавања антисемитизма, делимично услед одбијања Јевреја да се мешају с другим народима. Већ је у Палестини постојао сукоб Јевреја и неЈевреја, који се појачао у време грчке владавине над Палестином. Хеленистички владари гледали су на Јевреје као на препреку ширењу грчке културе, док су се Јевреји, с друге стране, супротстављали грчком утицају, сматрајући га претњом својој религији. Издвојеност Јевреја била је у оштром контрасту с општим ставом у Старом свету и често је доводила до тога да се на њих гледало с подозрењем и до оптужби које ће се, с малим варијацијама, понављати током целе историје, све до 20. века. Сматрало се да су Јевреји чудни и изопачени људи и да немају права на земљу коју поседују.

### Рано хришћанско доба
Хришћанство је отпочело као једна од јеврејских секти. Његов оснивач, Исус, био је Јеврејин, као и његови следбеници. Први хришћани комбиновали су веровање у Исуса као Месију са придржавањем јеврејског закона. Већ у тим раним годинама, међутим, посејано је семе будућих сукоба, јер је млада црква себе видела као нову заједницу Израиља у којој је Бог испунио своја обећања доласком Исуса као Христа (Месије). Она је преузела јеврејске свете списе као своје, тумачећи их у светлу веровања у Христа. Јевреји су неко време толерисали ову нову секту, али су на хришћане врло брзо почели да гледају као на јеретике и претњу јудаизму. Ова притајена нетрпељивост била је појачана из два разлога.
Први је био то што су у цркву у све већем броју ступали и неЈевреји и што је на сабору у Јерусалиму превагу однело становиште Павла, по рођењу фарисеја, да је довољна сама вера у Христа и да неЈевреји не потпадају под Тору.
Други догађај био је рат Римљана против Јудеје (66—70) и разарање Јерусалима. Током опсаде, хришћанска заједница Јерусалима напустила је град, тумачећи предстојећу катастрофу као Божју казну за Јевреје због њиховог одбацивања Исуса и испуњење његовог пророчанства. Хришћанство је на тај начин раздружило своју судбину од судбине јудаизма. Од тог тренутка, ове две религије пошле су свака својим путем, у све већем међусобном непријатељству. Јеврејски хришћани избачени су из синагоге, а хришћани су сматрали да су Јевреји тврдоглави у свом одбијашу да п. н. е. и да су стога кажњени од Бога, без сопствене земље, за сва времена осуђени да лутају као бескућници по лицу земље. Нетрпељивост ране цркве према јудаизму може се донекле схватити и као резултат њених настојања да пронађе сопствени идентитет. С новим статусом хришћанства као званичне религије Римског царства, од 312. године, хришћански теолошки ставови почели су да се изражавају законом. Јевреји су тада изгубили многа од својих старих права, забрањено им је да ступају у брак са хришћанима и искључени су из главних токова економског поретка.

### Средњи век
У друштву прожетом хришћанством у сваком виду живота, на Јевреје се нужно гледало као на странце. Док су црквени сабори од 12. века надаље доносили дискриминаторске законе против Јевреја, поједини бискупи и папе често су покушавали да их заштите од провала народног беса. У време када је почела да цвета европска трговина, антисемитизму су допринели и економски чиниоци. Зеленаштво (позајмљивање новца са интересом) средњовековна црква је сматрала грешним и стога је оно било забрањено за хришћане. Како је оно, међутим, било неопходно за напредак економије, Јевреји, будући да су били изван хришћанског друштва, подстицани су да се баве зеленашењем, што им је често доносило нетрпељивост обичног света.

### Реформација
Мада су Калвин и пуританци показивали одређено поштовање према Јеврејима, Лутеров антисемитизам није ништа заостајао за антисемитизмом црквених отаца и он је на Јевреје гледао као на оличење свега што је Богу страно. Непосредно пре смрти, 1543, написао је трактат Против Јевреја и њихових лажи, у коме је изложио програм практичних мера за изопштавање Јевреја из друштва, који је укључивао и паљење синагога. Адолф Хитлер ће током Холокауста употребити један део овог трактата.

### Просветитељство и верска еманципација
Како је слабио утицај цркве на западно друштво тако се и судбина Јевреја знатно поправљала. У свакодневном животу, међутим, прастари стереотипи и даље су постојали. Чак и они који су хтели да рехабилитују Јевреје, чинили су то у одбрану њихових људских особина, а не њиховог јудаизма. Без обзира на мотиве, Јеврејима је најзад омогућен слободан приступ универзитетима, слободним професијама и војној служби. Изгледало је као да је за њих освануло ново доба слободе.

### Деветнаести и двадесети век
У народу и у многим клерикалним круговима и даље је вера била повод за изражени антијудаизам који се чак и појачавао. У 19. веку је дошло и до рађања једне нове врсте антисемитизма, пре заснованог на расним него на верским основама. У Немачкој је 1879. Вилхелм Мар сковао термин „антисемитизам“. Међутим, чак ни нови таласи антисемитизма нису могли да припреме свет за оно што ће бити најразорнија провала антисемитизма у целој историји Запада. То је било резервисано за 20. век. Економски и политачки колапс припремили су у Немачкој терен за Хитлерову жестоку антисемитску кампању. Теорија „ножа у леђима“ приказивала је Јевреје као оне који су одговорни за немачке невоље, нудећи тако погодног жртвеног јарца. Била је то прилика да Хитлер оствари свој сан о томе да Немачку, а евентуално и целу Европу, од Јевреја очисти једном за свагда. Нацизам је, мада у много чему антитеза и непријатељ хришћанства, био у стању да своје „коначно решење“ изгради на прастаром хришћанском антисемитизму Запада.

### После Другог светског рата
Приметно јењавање антисемитизма на Западу након Другог светског рата у великој мери је резултат холокауста. Саосећање које је постојало широм света за преживеле из Хитлеровог покоља одигралао је значајну улогу у стварању јеврејске државе 1948. Постојање државе Израел довело је, међутим, до испољавања антисемитизма у новој левици и до нових антијеврејских осећања у арапским земљама, делу света у коме су током средњег века Јевреји много боље пролазили него под хришћанском влашћу. Ипак, напори да се антисемитизам искорени не јењавају.

### Антисемитизам светог Николаја Велимировића
Свети Николај Велимировић у књизи „Кроз тамнички прозор“, написаној током тромесечног заробљеништва у концентрационом логору Дахау, за Други светски рат оптужује нехришћанске идеологије Европе, попут: демократије, комунизма, социјализма, атеизма и верске толеранције. У основи ових појава свети Николај Велимировић види јеврејско деловање:
То Европа не зна [...] Она ништа не зна осим оног што јој Жидови пруже као знање. Она ништа не верује осим оног што јој Жидови заповеде да верује. Она не уме ништа да цени као вредност док јој Жидови не поставе свој кантар за меру вредности [...] Сва модерна гесла европска саставили су Жиди, који су Христа распели: и демократију, и штрајкове, и социјализам, и атеизам, и толеранцију свих вера, и пацифизам, и свеопшту револуцију, и капитализам, и комунизам. Све су то изуми Жидова, односно оца њихова ђавола. За чуђење је да су се Европејци, потпуно предали Жидовима, тако да жидовском главом мисле, жидовске програме примају, жидовско христоборство усвајају, жидовске лажи као истине примају, жидовска гесла као своја примају, по жидовском путу ходе и жидовским циљевима служе.
Они су се показали гори противници Божји неголи незнабожац Пилат, јер су у јарости злобе своје изрекли ону страшну реч: "Крв Његова на нас и нашу децу!" Тако је невина крв постала бич који их гони као стоку кроз векове из земље у земљу, и као огањ који сагорева сва њихова слагалишта сплетки против Христа. Јер тако их учи ђаво, отац њихов.